# Babin
Babin (1899-től 1920-ig Babény, szlovákul Babín) község Szlovákiában, a Zsolnai kerület Námesztói járásában.

## Fekvése
Námesztótól 13 km-re délnyugatra, a Hrustin-patak jobb partján fekszik.

## Története
A falu a 16. század közepén keletkezett a vlach jog alapján, először 1569-ben említik. Az árvai váruradalom része volt, a falut a bíró igazgatta. 1598-ban 20 parasztház állt a faluban, 1608-ban 11 háza volt. 1618-ban „Babina” néven szerepel az írott forrásokban. 1626-ban 23 család élt itt. A 17. században a hadak többször feldúlták. Régi fatemplomát 1666-ban szentelték fel. 1739-ben pestis pusztította.
A 18. század végén Vályi András így ír róla: „BABIN. Tót falu Árva Vármegyében, birtokosa a’ Királyi Kamara, lakosai katolikusok, fekszik a’ Lokczeni kerűletben. Határja középszerű, réttye jó, legelője hasznos, és nagy, fája mind a’ két féle, második Osztálybéli.”
1828-ban 166 házában 798 lakos élt. Lakói állattartással, faárukészítéssel, házalással foglalkoztak.
Fényes Elek 1851-ben kiadott geográfiai szótárában így ír a faluról: „Babin, tót falu, Árva vgyében, a Magura hegye alatt: 794 kath., 4 zsidó lak. 65 6/8 sessio. Erdeje roppant. Juh- és marha-tenyésztése virágzó. Lent, kendert termeszt. Fuvarozik. F. u. az árvai uradalom. Ut. p. Rosenberg.”
A trianoni diktátumig Árva vármegye Námesztói járásához tartozott.
A fatemplomot 1930-ban az új templom építésekor bontották le. 1934-ben egy tűzvészben a falu leégett, de újjáépítették.

## Népessége
| Év:            | 1994. | 2004.   | 2014.   | 2024.   |
| -------------- | ----- | ------- | ------- | ------- |
| Emberek száma: | 1324  | 1413    | 1417    | 1453    |
| Eltérés:       |       | +6,72 % | +0,28 % | +2,54 % |

| Év:            | 2023. | 2024.   |
| -------------- | ----- | ------- |
| Emberek száma: | 1444  | 1453    |
| Eltérés:       |       | +0,62 % |

1910-ben 771, túlnyomórészt szlovák lakosa volt.
2011-ben 1403 lakosából 1370 szlovák.

## Nevezetességei
- Régi római katolikus fatemplomát 1930-ban lebontották, mai Szentlélek temploma 1933-ra készült el.
- A faluban még egy 19. század közepén épített kápolna is áll.